# クロー平野
座標: 北緯43度34分14.93秒 東経4度51分15.88秒 / 北緯43.5708139度 東経4.8544111度

地図

クロー平野(la Crau)は、フランスのブーシュ＝デュ＝ローヌ県に広がる550平方キロメートルに及ぶ平野。グラン・ローヌ（ローヌ川が二又に分かれたあとの東側の川）とベール湖にはさまれている。「クロー」はケルト語の“craigh“(石の堆積地、の意)に由来し、その名の通り、古来石だらけの荒涼とした平野として知られ、灌漑の試みがなされてきた（厳密には、アルピーユ山脈をはさんで北側をプティット・クロー平野、南側をグランド・クロー平野と呼ぶが、灌漑事業の歴史などで俎上に載せられる「クロー平野」は、専らグランド・クローの方を指している）。

## プティット・クロー平野
アルピーユ山脈の北側の平野であるが、古代ローマ時代には灌漑が試みられ、早くから肥沃になっていた。

## グランド・クロー平野
アルピーユ山脈の南側と、グラン・ローヌ、ベール湖、地中海に挟まれた一帯。石だらけの荒涼とした平野で、16世紀に建造されたクラポンヌ運河以降、灌漑事業が重ねられてきた。現在では、平野の半分ほどで農業が営まれている。